# Thomas Tauporn
Thomas Tauporn (né le 30 mars 1991 à Schechingen) est un grimpeur allemand.

## Biographie
Thomas Tauporn remporte en 2006 le championnat d’Allemagne junior d’escalade, puis participe en 2007 aux championnats du monde junior, et se classe troisième de sa catégorie. En 2012, il est champion d’Allemagne de bloc, et vice-champion du monde en combiné. 
Il est également ouvreur sur des compétitions locales.